# Hermann Moest
Hermann Julius Alfred Moest (* 5. Dezember 1868 in Karlsruhe; † 10. Dezember 1945 in Berlin) war ein deutscher Akt- und Figurenmaler.

## Leben
Moest war Sohn des Bildhauers Karl Friedrich Moest. Nachdem ihm sein Vater vieles über sein Gewerbe beigebracht hatte, verfestigte er seine Kenntnisse und Fähigkeiten von 1885 bis 1888 an der Staatlichen Akademie der Bildenden Künste in Karlsruhe. Darauf aufbauend genoss er unter Otto Seitz und Alexander von Liezen-Mayer eine weitere Ausbildung im Kunstgewerbe, die von 20. Oktober 1890 bis 1894 an der Akademie der Bildenden Künste in München stattfand. Ab dem Jahre 1914 lebte und wirkte er in Berlin als wohlbekannter Akt- und Figurenmaler sowie Illustrator.
Moest war auch als Schriftsteller tätig und verfasste z. B. die Dramen Swanhildens Ring und Die Herrin zu Clusa.
Hermann Moest heiratete am 1. Oktober 1904 in Hannover Emma Priscilla Benfey (* 24. August 1876 in Hannover). Er starb am 10. Dezember 1945 in Berlin.
Moests Brüder waren der Opernsänger Rudolf Moest und der Schauspieler Friedrich Moest.

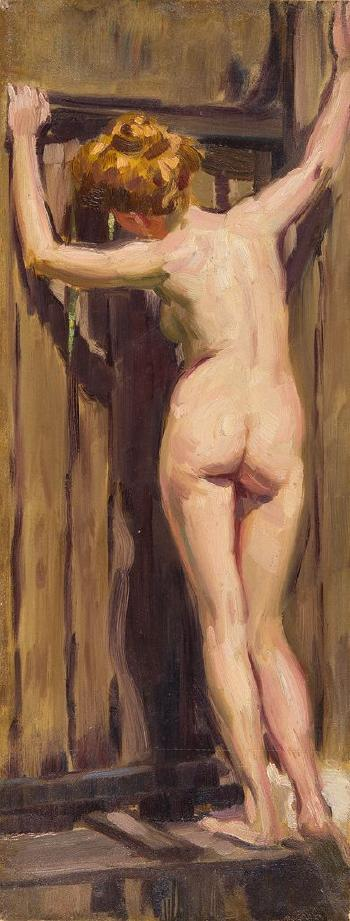
Weiblicher Rückenakt vor einem Zaun

## Werke
Schon zu Moests Zeiten faszinierte die Maler die Darstellung toter weiblicher Körper, deren Ästhetik verbunden mit nachdenklicher Betrachtung sie sehr schätzten. Ebenso zeigt das im Jahre 1898 von Moest geschaffene Werk Das Los des Schönen eine junge, soeben verstorbene Frau und den sich trauernd über sie werfenden Liebhaber. Die Mehrzahl der Werke von Hermann Moest gehören ins Genre der Aktmalerei, unter anderem:
- Der Ring
- Akt im Wald
- Vier Akte in hügeliger Landschaft
- Stehender weiblicher Rückenakt
- Schauspieler auf Stuhl
- Akt mit erhobenen Händen in Düne (The boy at the beach of Usedom)
- Liegender Akt
- Stehender Akt im Park
- Diana mit Gefolge
- Der Reigen
- Paar im Rosenkranz
- Akt auf Sofa
- Liegendes Paar
- Akt an einem Gewässer
- Männlicher Akt auf Stein
- Der Schildknecht
- Monochromer Akt
- Oberbayrische Landschaft
- Leda mit dem Schwan
- Junges Paar auf Lichtung
- Die Umarmung
- Akt mit Bogen
- Mädchen am Wasser
- Tanzender weiblicher Akt im Wald